# Nördliche Luzon-Riesenborkenratte
Die Nördliche Luzon-Riesenborkenratte (Phloeomys pallidus) ist eine große Art der Riesenborkenratten, einer Nagetiergattung aus der Familie der Langschwanzmäuse (Muridae). Die Art ist ein Endemit auf der philippinischen Insel Luzon.

## Merkmale
Dieser sehr großer Nager wiegt 1,9–2,6 kg und erreicht eine Länge von 75–77 cm. Der Schwanz wird 320–349 mm lang, die Hinterfüße 81–90 mm und die Ohren 30–39 mm. Das Fell ist relativ lang, bedeckt auch den Schwanz und ist farblich sehr variabel, aber meist ist die Farbe fahl Graubraun oder Weiß mit dunkleren braunen oder schwarzen Feldern. Oft weisen die Tiere eine schwarze Maske und ein Band am Hals auf, sie können aber auch komplett weiß sein. Die Nördliche Luzon-Riesenborkenratte hat einen schlanken Schwanz im Unterschied zur Südlichen Luzon-Riesenborkenratte, der zweiten Art in der Gattung Phloeomys, welche einen buschigen Schwanz aufweist. Ihr Fell ist dunkelbraun oder rostig-braun.

## Verbreitung und Lebensraum
Die Nördliche Luzon-Riesenborkenratte kommt nur im Norden und im zentralen Teil von Luzon auf den Philippinen vor, von der Küste bis in Höhen von 2200 m. Das Verbreitungsgebiet erstreckt sich über wenigstens 12 Provinzen. Die Nördliche Riesenborkenratte lebt hauptsächlich in Wäldern und Buschland, aber kann auch in zerstörten Habitaten, wie zum Beispiel Plantagen überleben. In einigen Gebieten überschneidet sich das Verbreitungsgebiet mit dem der selteneren Schadenbergs Borkenratte (Crateromys schadenbergi), diese Art lebt jedoch hauptsächlich in größeren Höhenlagen.

## Verhalten
Die Riesenborkenratte ist nachtaktiv und ernährt sich hauptsächlich von verschiedenen Pflanzen. Aufgrund der Größe, kann sie nicht mit traditionellen Kleinsäugerfallen gefangen werden, weshalb die Art schwerer zu erforschen ist.

### Vermehrung
Riesenborkenratten leben oft paarweise mit einem oder zwei noch nicht geschlechtsreifen Jungen. Die Würfe erfolgen in hohlen Stämmen oder in Bauen im Boden.

## Schutzstatus
Die Riesenborkenratte kann schwere Schäden in Reispflanzungen anrichten und wird teilweise als Schädling angesehen. In der Sierra Madre wird sie regelmäßig wegen des Fleisches bejagt. In manchen Regionen hat dies zur Ausrottung geführt, aber insgesamt scheint der Bestand stabil zu sein.